# Abbazia di Æbelholt
L’Abbazia di Æbelholt è stato un monastero agostiniano situato a Tjæreby, 5 km ad ovest di Hillerød nella regione di Hovedstaden in Danimarca.

## Storia

### Guglielmo di Æbelholt
Il monastero venne fondato sull'isola di Eskilsø, nel fiordo di Roskilde, nel 1104. Delle prime costruzioni in legno non è rimasto nulla, mentre della successiva costruzione in pietra rimangono soltanto alcune rovine. La chiesa era lunga 24 metri ed era ad unica navata, coro, abside in stile romanico. I monaci diventarono "indisciplinati" e il vescovo Absalom di Roskilde ottenne un nuovo priore agostiniano, il suo amico, Guglielmo, inviato dall'abate dell'abbazia di Sainte-Geneviève di Parigi. Quando Guglielmo arrivò nel 1165 con tre canonici francesi, nell'abbazia erano rimasti solo sei religiosi, due dei quali vennero cacciati quando rifiutarono di accettare la nuova regola.
Nel 1167 l'abbazia si trasferì ad Æbelholt in Tjæreby, sostenuta da una donazione di terreno, da parte di Absalon, nella parrocchia di Tjæreby, dotata di numerose aziende agricole, decime di molte chiese del nord della Zelanda e diversi mulini. Il monastero di Eskilsø venne così chiuso. La prima chiesa e l'abbazia di Æbelholt erano state realizzate in legno. La costruzione iniziò quasi subito con l'edificazione di una nuova chiesa abbaziale di calcare, che fu completata nel 1210.
L'abate Guglielmo dovette superare notevoli difficoltà iniziali. I tre canonici francesi tornarono a Parigi, avendo trovato in Danimarca condizioni troppo difficili. Alcuni dei canonici danesi ordirono un complotto per ucciderlo, quando ordinò di mangiare "erbe e foglie" invece dei loro pasti abituali. La "Vita di San Guglielmo", osserva alcuni dei modi con cui cercarono di ucciderlo, dando fuoco ad un mucchio di paglia vicino al suo letto nel dormitorio, mettendolo in un sacco per annegarlo, o cercando di ucciderlo con un'ascia. Alla fine la pietà, l'equità, la saggezza e l'intelligenza di Guglielmo ebbero la meglio sia sui monaci che sulla popolazione locale. Dopo qualche tempo venne considerato un santo già in vita. Fu molto apprezzato da diversi re di Danimarca e fece da intermediario tra il papa e la monarchia danese.
Guglielmo morì il 5 aprile 1203 all'età di 75 anni. I miracoli avvenuti presso la sua tomba e la presenza delle sue reliquie faceva accorrere i pellegrini in gran numero, e l'abbazia divenne la più grande casa agostiniana nel nord. Nel 1210 l'elenco dei miracoli e dei segni registrati era così grande che l'arcivescovo di Lund, Anders Sunesen, fece una petizione a papa Onorio III per la sua canonizzazione. Nel 1219 il Papa inviò diversi vescovi per verificare le affermazioni che richiedevano la santificazione di Guglielmo. Il risultato fu un libro La vita dell'abate Guglielmo che venne sottoposto all'esame del papa.
Guglielmo venne canonizzato nel 1224. Il 16 giugno 1238, con una solenne cerimonia, il corpo di Guglielmo venne traslato sotto l'altare maggiore della nuova chiesa dell'abbazia. Venne inoltre costruita una piccola cappella sopra la sua tomba precedente, in modo tale che i pellegrini potevano visitare la sua tomba senza disturbare i monaci. Con il tempo le reliquie di san Guglielmo vennero trasferite alla Cattedrale di Roskilde, alla Cattedrale di Lund, alla Chiesa di Nostra Signora a Copenaghen, Chiesa Greyfriars di Copenaghen e  Chiesa Greyfriars di Roskilde.

### Storia successiva
Dal 1230 il monastero ospitava 25 canonici regolari, ma dava da mangiare a circa 100 persone al giorno. Questa grande ospitalità veniva finanziata, così come altre spese dell'abbazia, con gli introiti delle sue proprietà, ubicate a livello locale e anche a Copenaghen e Halland, e dalle quote del vicino mercato. Gli agostiniani erano dediti a coltivare la terra e a migliorare le colture. Assunsero fratelli laici per il lavoro agricolo e supervisionare gli affari temporali dell'abbazia.
Il complesso abbaziale era costituito da un insieme di edifici quadrangolari con la chiesa a nord, ubicati intorno a un chiostro centrale. Gli edifici vennero costruiti in mattoni, il materiale da costruzione più diffuso al momento. Una delle parti più insolite dell'abbazia era il gabinetto che disponeva di acqua corrente proveniente da un fossato, sul quale è possibile vi fosse anche un mulino.
La chiesa venne ampliata prima del 1324 con un allungamento della navata, e vennero costruite diverse cappelle laterali dedicate alla  Vergine Maria, a San Giovanni Battista, a Giovanni evangelista e a San Giorgio. L'altare maggiore venne dedicato a san Tommaso.

### Riforma in Danimarca
Dopo la Riforma del 1535 tutte le case religiose e i loro possedimenti passarono alla corona. La chiesa abbaziale venne convertita in chiesa parrocchiale di grandi dimensioni per Tjæreby e Alsønderup, mentre gli edifici conventuali e di servizio vennero concessi come feudo a Christoffer Trundsen nel 1544, con la disposizione che avrebbe dovuto mantenere gli ultimi canonici rimasti sotto l'abate Anders Ibsen. L'abbazia venne formalmente sciolta nel 1560 e l'abate Ibsen fu inviato al convento carmelitano di Helsingør dove morì un anno dopo.
Nel 1555 i parrocchiani si lamentarono del fatto che la chiesa abbaziale era troppo grande da mantenere, e nel 1561 giunse l'ordine reale di demolire l'intero complesso abbaziale. Le chiese parrocchiali di Tjæreby e Alsønderup vennero però risparmiate. Gran parte delle pietre e mattoni fu riutilizzato per la costruzione del vicino Castello di Frederiksborg e nelle locali aziende agricole.